# DHL 데 과테말라
DHL 데 과테말라 S.A.(스페인어: DHL de Guatemala)는 과테말라 과테말라시티에 본사를 둔 화물 항공사다. 도이체 포스트가 전체 소유하고 있으며 허브 공항은 과테말라에 위치한 라 아우로라 국제공항이다.

## 보유 기종
DHL 데 과테말라는 다음과 같은 항공기를 보유하고 있다.